# Lionel Parent
Lionel Parent (* 1905 in Labelle/Québec; † 8. April 1980 in Repentigny) war ein kanadischer Sänger und Komponist.
Der Großneffe der Sängerin Emma Albani kam im Alter von fünf Jahren nach Nicolet, wo er im Kirchenchor sang und Auftritte im privaten Radiosender des technikbegeisterten Gemeindepfarrers hatte, so dass er als einer der ersten kanadischen Sänger gilt, der im Rundfunk zu hören war. Um 1914 zog Parent mit seiner Familie nach Neuengland. Dort trat er in Springfield, Massachusetts, in einer Aufführung der Operette Les Cloches de Corneville auf. 
1929 kehrte er nach Montreal zurück. Dort trat er mit seiner Schwester Manda Parent in Vaudevilleaufführungen auf. Er wurde dann Mitglied der von Mary Bolduc und Jean Grimaldi geleiteten Troupe du bon vieux temps und wurde schließlich Conférencier in Cabarets in Québec, Trois-Rivières und Montreal.
1935 nahm Parent für Herbert Berliners Label Starr Notre nid d'amour auf, einen aktuellen Hit von Tino Rossi. Es folgten weitere Aufnahmen von Titeln Rossis und französischer Stars der Zeit. Nach der deutschen Okkupation Frankreichs verlegte sich Parent auf französische Übersetzungen US-amerikanischer Hits (u. a. Je ne sourirai plus – I'll Never Smile Again, Ta photo – You Are My Sunshine, Je rêve à toi – I Dream of You, Toujours – Always). Außerdem nahm er etwa dreißig Kriegslieder auf – mehr als der berühmte Roland Lebrun. Beim Radiosender CKAC hatte er eine eigene tägliche viertelstündige Sendung (Lionel Parent chante), bei der er auch eigene Kompositionen patriotischer Lieder wie "Nous sommes Canadiens, La Mort du soldat canadien und Braves Petits Marins sang. Auch Adaptionen von Country-Songs Gene Autrys finden sich unter seinen Aufnahmen.
Zwischen 1942 und 1944 nahm Parent wegen einer Auseinandersetzung der American Musicians' Guild mit den Plattenfirmen unter den Pseudonymen Georges Sauvé und José Lasalle auf. Zur gleichen Zeit entstand auch eine Reihe von Aufnahmen von Kinderliedern beim Label Mignon. Als Parent 1946 seine musikalische Laufbahn beendete, hatte er mehr als 190 Titel seit 1935 aufgenommen. Nachdem er während der 1940er Jahre als Grundstücksmakler gearbeitet hatte, eröffnete Parent Ende der 1940er Jahre ein Restaurant. Gelegentlich trat er noch im Rundfunk auf. 1980 kam er bei einem Verkehrsunfall ums Leben.